# توم هتلاند
توم هتلاند (بالنرويجية البوكمول: Tom Hetland)‏ هو صحفي ومحرر نرويجي، ولد في 10 يوليو 1954.